# Español ecuatoriano
El español ecuatoriano (es-EC) es el conjunto de variedades del idioma español habladas en Ecuador. El español es la lengua oficial y la más usada por los habitantes del país. Las variedades dialectales en Ecuador se enmarcan dentro del macrodialecto americano.
Los tres principales dialectos del país son:
- Español costeño, usado en la Región Costa y en las Islas Galápagos.
- Español andino, usado en la Región Sierra.
- Español amazónico, usado en la Región Amazónica.

## Españolcosteño
Este dialecto se extiende geográficamente a lo largo de las costas del Pacífico del sur de Colombia hasta la costa norte del Perú, en Piura cruzando el litoral ecuatoriano y las planicies colindantes al oeste de la Cordillera de los Andes, así como en las islas Galápagos.

### Subdialectos
El centro lingüístico influyente de esta región dialectal es la ciudad portuaria de Guayaquil.
Otros subdialectos incluyen:
- El habla de los montuvios, propia de los sectores rurales de las provincias de Guayas y Manabí.

- El de los afroecuatorianos de la provincia de Esmeraldas, fronteriza con Colombia.

- El usado en la provincia de Manabí.

### Fonología
El español ecuatorial representa una zona de transición entre las variedades caribeñas de Panamá y del norte de Colombia y Venezuela, y los dialectos ribereños del Perú. Muestra, por lo tanto, características que comparte con estos dialectos y que lo distancian fuertemente del español hablado en los Andes ecuatorianos:
- La /s/ en final de palabra o en posición preconsonántica se pronuncia generalmente [h], como una j suave, característica compartida por otros dialectos americanos de tierras bajas, pero no por el habla andina.
- El fonema /x/ (representado en la escritura como <j>) se realiza [h], al igual que en el español caribeño.
- Yeísmo generalizado.
- El fonema /f/ se realiza predominantemente [f], aunque presenta la variante [ɸ] en Esmeraldas.[4]
- El fonema /r/, que corresponde a <rr> o <r> inicial de palabra en la escritura, se realiza [r], como en la mayoría de dialectos del español y a diferencia de la r asibilada andina que pronuncian algunos hablantes de dicho dialecto.

### Léxico
Tiene influencia de idiomas indígenas locales como en palabras como "canguil" (palomitas de maíz), "tomalá" (Tumbal), "guayaquil" (Guayaquile), o "ñaño" (hermano).

## Español andino oserrano
Corresponde a la variedad del español hablada en la Sierra ecuatoriana y es el tipo de español más variado que existe en Ecuador puesto que se presenta en cinco variantes: extremo norte, norte, centro, sur, y extremo sur. 

### Subdialectos
De norte a sur:
- El dialecto pastuso, hablado en la provincia del Carchi y que se extiende hasta las tierras altas del vecino Departamento de Nariño en Colombia. La ciudad colombiana de Pasto es el epicentro dialectal de esta zona.
- El dialecto choteño, hablado por la comunidad afroecuatoriana del Valle del Chota, que comparte similitudes de tonalidad y acentuación con el dialecto de la comunidad negra de Esmeraldas.
- El dialecto quiteño, que se extiende desde la provincia de Imbabura en el norte, hasta las zonas meridionales de la provincia de Chimborazo (provincia) en el sur. Esta área dialectal incluye la ciudad de Quito, epicentro lingüístico de la región andina.
- El dialecto cuencano o morlaco, hablado en la ciudad de Cuenca y en sus zonas de influencia histórica dialectal en el Austro ecuatoriano. Este acento comienza en el Nudo del azuay en el sur de la provincia de Chimborazo por Alausí, y se extiende a través de todo Cañar, el Azuay y el occidente de Morona Santiago).
- El dialecto lojano, hablado en las provincias de Loja, Zamora y partes altas de la provincia costeña de El Oro.

### Fonología
- La /s/ en coda silábica no se aspira nunca, a diferencia del habla costeña. En gran parte de la Sierra, la /s/ final de palabra se sonoriza /z/ ante consonante sonora o ante vocal: los amigos [loz a̠ˈmiɣ̞o̞s].
- El fonema /x/ (representado en la escritura como <j>) se realiza velar [x], no aspirado [h], a diferencia del habla costeña.
- Es una región históricamente no yeísta: se mantiene la distinción entre el fonema /ʝ/ (escrito <y>) y el fonema /ʎ/ (escrito <ll>), aunque esta pronunciación se encuentra en progresivo retroceso en las últimas generaciones, favoreciendo al yeísmo. En el dialecto quiteño, la elle <ll> se rehíla hacia una fricativa postalveolar sonora [ʒ].
- El fonema /f/ se bilabializa en ɸ.
- Los fonemas rr /r/ y tr se asibilan o arrastran hacia una fricativa retrofleja sonora [ʐ] (excepto en Loja).

### Gramática
- Voseo pronominal no verbal: (vos tienes, vos eres) ampliamente extendido en todos los estratos sociales, pero relegado a contextos informales. En algunos hablantes de edad avanzada o de medios rurales aún se escucha un voseo verbal similar al chileno o al maracucho: vos sois, vos habláis, vos podís, vos comís. De igual modo, estos hablantes, en particular en las zonas rurales de Azuay y Loja suelen emplear el mandato con la -d final: ¡Comed!, ¡Votad! [cita requerida]
- A diferencia de la variedad costeña, el español andino ecuatoriano se caracteriza por el leísmo generalizado, inclusive en registros formales.
- Existencia de perífrasis verbales de probable sustrato quichua: infinitivo + gerundio (deja haciendo, bota comprando, dame diciendo). Esta última significa "hacer en beneficio de alguien [lo que el verbo indica]" y se usa frecuentemente para suavizar una petición: Dame abriendo la puerta, por favor.[5]
- También con el propósito de suavizar peticiones se emplea el futuro de indicativo en lugar del imperativo, con los clíticos pronominales pospuestos al verbo en la forma afirmativa: Llamarasle (llamarás + le), con el significado de "Llámalo".[6]

## Español amazónico
Las hablas de la región amazónica están fuertemente influenciadas por el español serrano, con préstamos de las lenguas indígenas locales (quijo, shuar, tucano)
En el norte de la Amazonía comparten rasgos con el español central, mientras que en Morona Santiago se pueden encontrar características del dialecto morlaco y en Zamora Chinchipe hay una influencia del dialecto lojano.

## Comparación regional
Se presenta a continuación tres mapas que ubican regionalmente al español de Ecuador tanto por la presencia del voseo, la aspiración de la "s" y la distinción entre el "seseo" y "ceceo". 

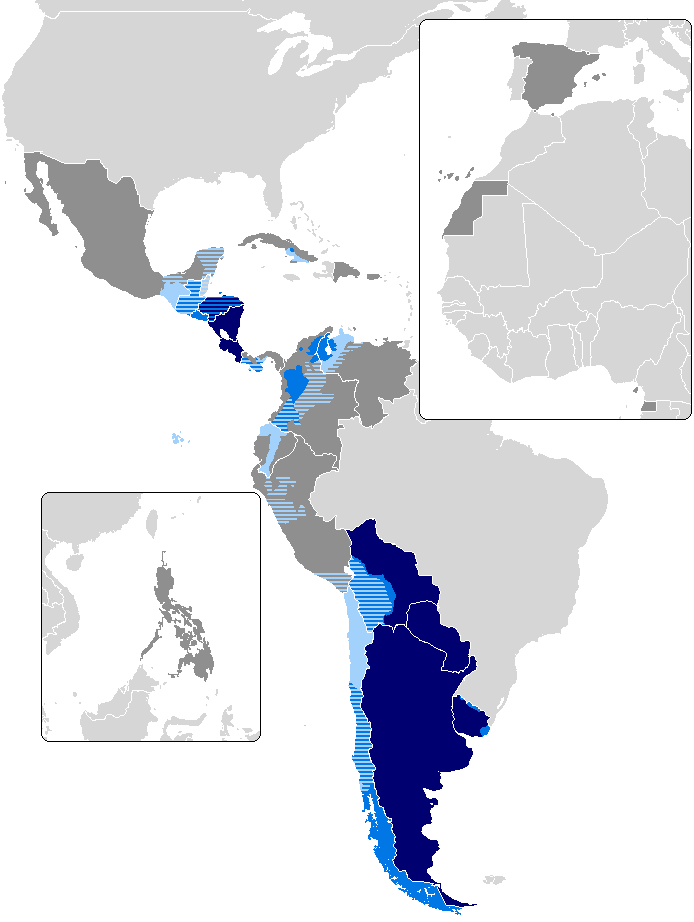
Voseo generalizado de forma oral y escrita     Voseo oral generalizado     Voseo coexistente con el tuteo     Sin voseo
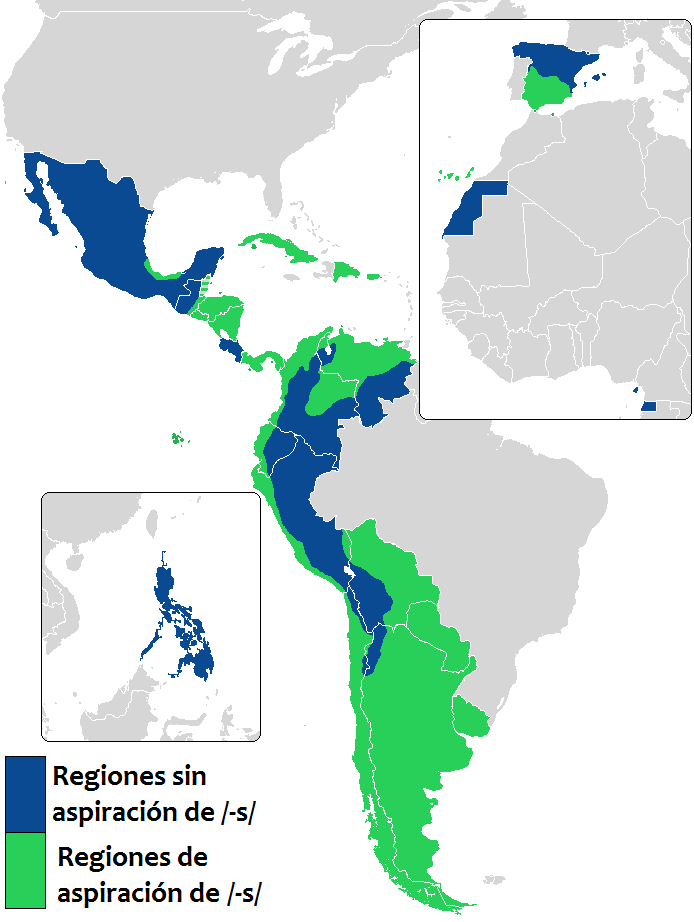
En la costa es común la aspiración de la "s"
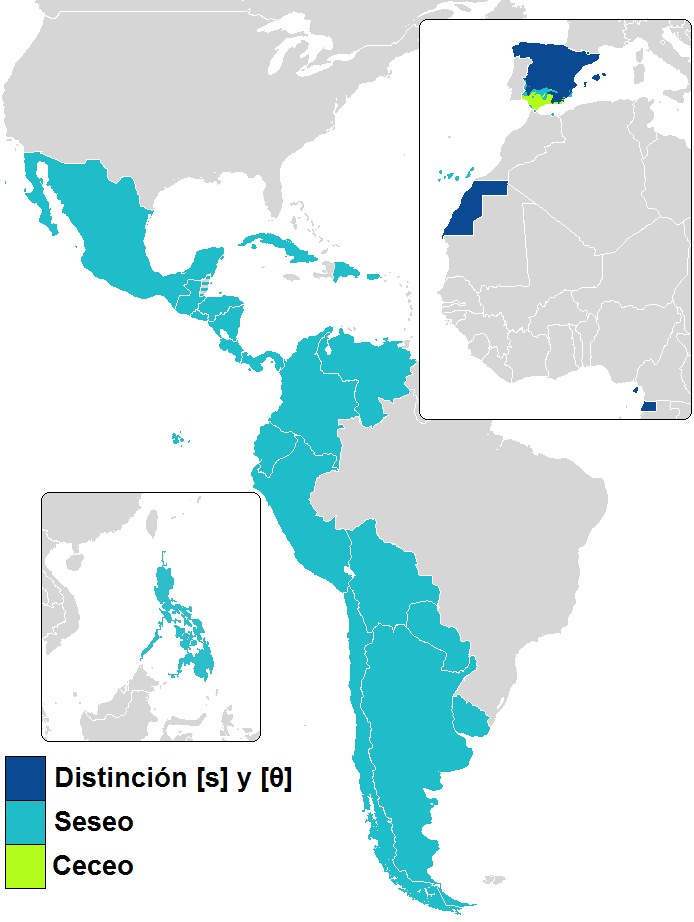
En Ecuador al igual que el resto de Hispanoamérica no se distingue la "s" de la "z" y "c".